# قطعنامه ۱۶۸۱ شورای امنیت
قطعنامه ۱۶۸۱ شورای امنیت سازمان ملل متحد که در تاریخ ۳۱ مه ۲۰۰۶ تصویب شد، سندی بین‌المللی دربارهٔ بررسی وضعیت میان اریتره و اتیوپی است. این قطعنامه طی نشست ۵۴۵۰ام با ۱۵ رای موافق، و مخالف و  ممتنع تصویب شد.